# De-Virga-Weltkarte

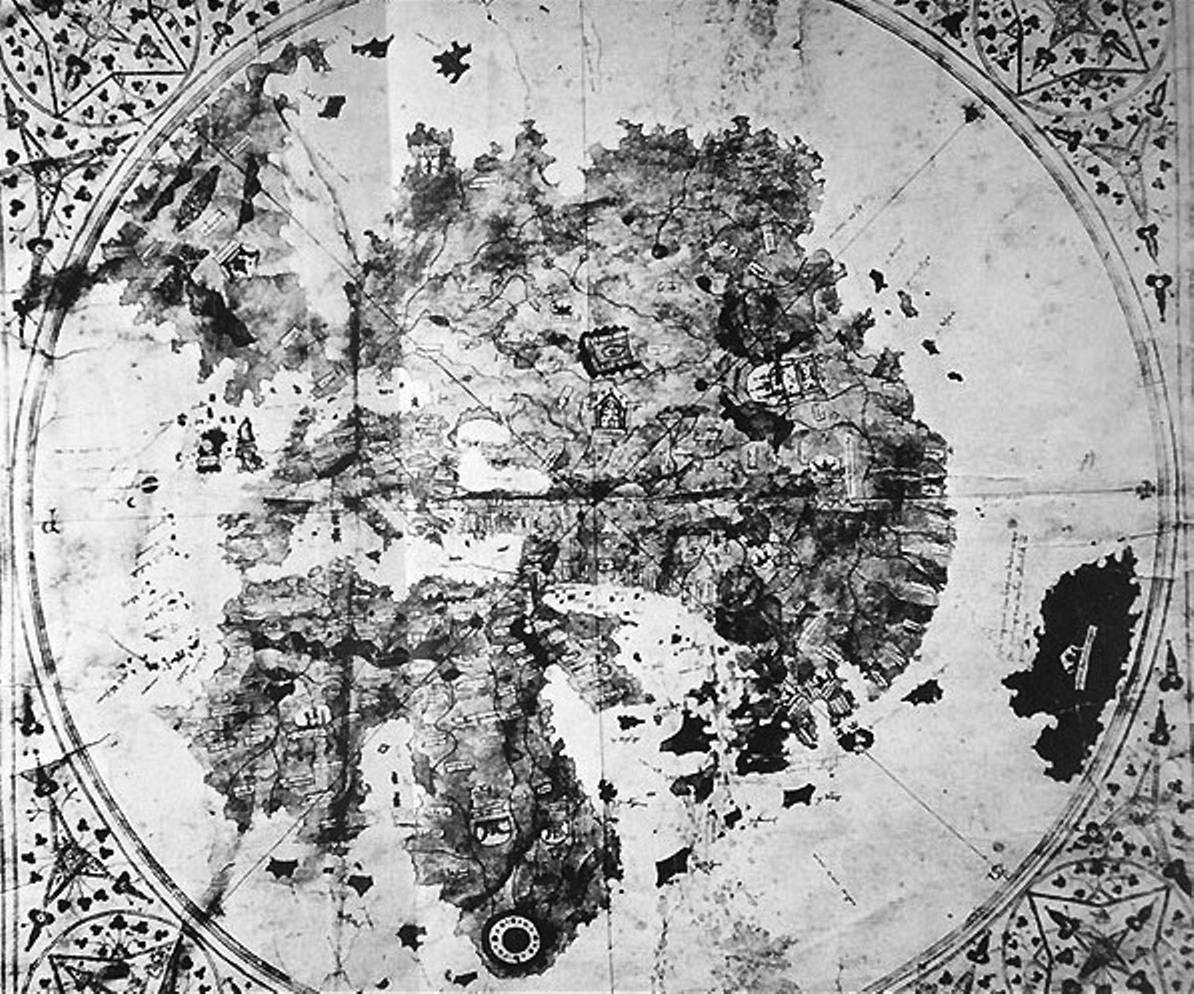
De-Virga-Weltkarte, 1411/1415

Die De-Virga-Weltkarte wurde von Albertin de Virga im zweiten Jahrzehnt des 15. Jahrhunderts erstellt. Auf der Karte befindet sich in kleinen Buchstaben der Vermerk:
A. 141.. Albertin diuirga me fecit in vinexia
Im Jahre 141[?] von Albertinius de Virga in Venedig gefertigt
Die letzte Jahreszahl ist aufgrund einer Knickfalz nicht lesbar; sie wird als 1 oder 5 interpretiert.
Albertin de Virga war ein Venetianer. Er ist auch für eine Karte des Mittelmeerraumes aus dem Jahre 1409 bekannt, die ebenfalls in Venedig erstellt wurde.

## Beschreibung

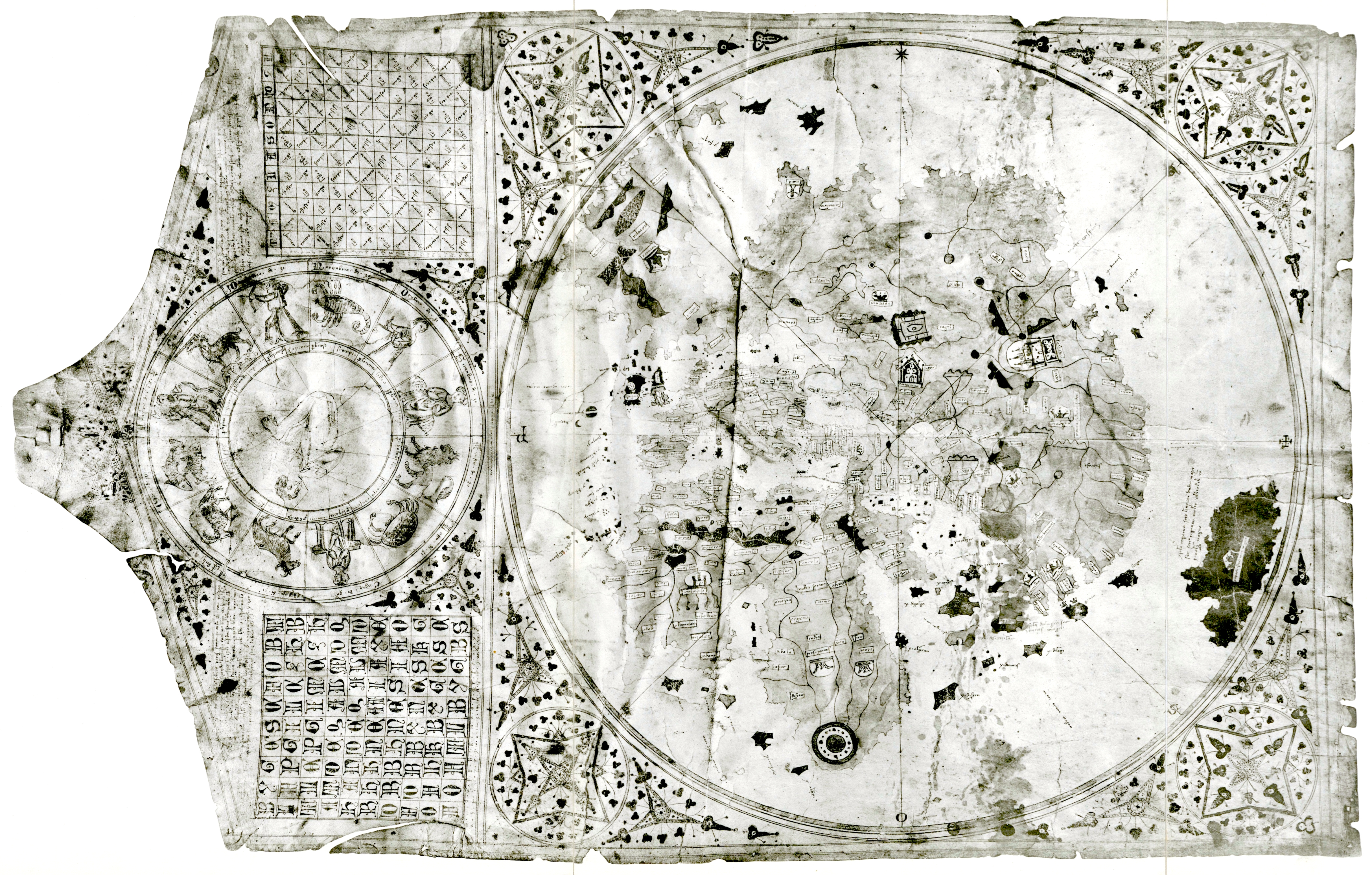
Das Gesamtwerk: rechts die Karte, links Tabellen und Tierkreiszeichen

Die Karte vereint Merkmale von mittelalterlichen Weltkarten und Portolankarten.
Die eigentliche Kartenzeichnung ist kreisförmig eingefasst. Der Kreis hat einen Durchmesser von 41 cm. Das Gesamtwerk wurde auf einem Pergament in den Abmessungen von 69,6 × 44 Zentimetern gezeichnet und enthält auch einen Kalender sowie zwei Tabellen. Eine der Tabellen war für die Berechnung von Mondphasen gedacht, die andere für die des Osterdatums.
Die Karte ist nach Norden ausgerichtet. In der Mitte der Karte im Bereich Zentralasiens befindet sich eine Windrose, die womöglich das Observatorium des Ulugh Begs in der Stadt Samarkand im heutigen Usbekistan zeigt. Sie könnte aber auch die westliche Küste des Kaspischen Meeres bezeichnen. Die Windrose unterteilt die Karte in acht Sektoren.
Die Karte ist koloriert (die nebenstehende Abbildung beruht auf einer nichtfarbigen Reproduktion). Die Meere wurden, mit Ausnahme des roten Meeres, welches rot koloriert wurde, in weiß belassen. Kontinente sind gelb gekennzeichnet; für Inseln wurden verschiedene Farben verwendet. Gebirge sind in braun, Seen blau und Flüsse wiederum braun dargestellt.
Der Kalender, außerhalb der Karte, ist mit Abbildungen von Sternzeichen versehen.
Die Karte stimmt in vielem mit der Karte des Fra Mauro aus dem Jahr 1457 überein. Wie diese, wurde sie vor der Umrundung des Kaps der Guten Hoffnung gezeichnet.

## Kartographische Details
Der die Kontinentalmasse umschließende Ozean trägt die Bezeichnung „Mari Oziano Magno“.
Jerusalem ist angedeutet (Jordan und Gorlan), liegt jedoch nicht exakt im Zentrum der Karte.
Die drei Kontinente sind einigermaßen klar dargestellt und tragen die Bezeichnungen „Europa“, „Africa“ und „Asia“. Der Indische Ozean beinhaltet eine Vielzahl kolorierter Inseln, die stilistisch an arabische Karten erinnern.

### Atlantischer Ozean
Die Kanaren und Azoren sind eingezeichnet und zeigen einen Einfluss Genuesischer und Katalanischer Karten.

### Afrika
Auf dem afrikanischen Kontinent sind das Atlasgebirge und der Nil eingezeichnet. Das Reich des Priesterkönigs Johannes wird vom Ersteller in Äthiopien verortet.
Der Garten Eden wurde an der südlichsten Spitze Afrikas eingezeichnet und zwar mit dem Symbol zweier konzentrischer Ringe, von welchem der Genesis nach, die vier Paradiesflüsse entspringen.

### Asien
Asien wird mit Ortsangaben, wie Medru, Calcar, Monza sede di sedre (M.. von Nordchina) und Bogar Tartarorum versehen, also durchgehend, als unter mongolischer oder tatarischer Herrschaft stehend, dargestellt.
Karakorum ist mit Befestigungsanlagen versehen abgebildet. Daneben befindet sich die Angabe „M..gol“ (Mongolen). Weiterhin finden sich Namen chinesischer Flüsse und Städte, die Marco Polo verwendet hatte.
An den Küsten des Indischen Ozeans sind die Königreiche von Mimdar und Madar zu sehen. Des Weiteren womöglich Sri Lanka, mit der Beschriftung Ysola d alegro suczimcas magna. Eine große Insel im Indischen Ozean trägt die Bezeichnung Caparu sive Java magna. Möglicherweise geht dies auf die Beschreibung Marco Polos von Java und Japan zurück.

### Europa
Im nördlichen Europa sind verschiedene Ortsangaben verzeichnet, wie Ogama, Goga (Gog und Magog), Rotenia (Ruthenien), Naja und Samolica.
Im Bereich Skandinaviens findet sich die Bezeichnung Norveca (Norwegen). Die dortige Küstenlinie geht in eine Landmasse über, die als eigener „Nordkontinent“ bezeichnet werden könnte und Assoziationen zur Skálholt-Karte hervorruft. Aufgrund dessen wurde vertreten, die Weltkarte des De Virgo sei als Beleg von prä-kolumbianischen Kenntnissen über Amerika anzusehen. Die wohl vorherrschende Auffassung geht dahin, dass De Virga, die ihm zugeleiteten, Informationen über Norwegen fehlinterpretiert habe. So sei etwa Island auf der Karte nicht verzeichnet.

## Zur Geschichte der Karte
Die Karte wurde 1911 vom Kunstsammler Albert Figdor in einem Antiquariat in Šibenik wiederentdeckt und erworben. Sie wurde von Franz von Wieser, Professor der Universität Innsbruck untersucht, an der Echtheit bestehen keine Zweifel. Es wurden im Auftrag Wiesers Photographien der Karte angefertigt, die sich heute in der British Library befinden.
Albert Figdor verstarb 1928 in Wien. Im Juni 1932 wurde die Karte in Luzern – Figdors Sammlung wurde von seinen Erben verkauft – in einem Versteigerungskatalog der Schweizer Unternehmung Gilhofer & Ranschburg mit einem Mindestgebot von 9000 Schweizer Franken angeführt. Sie kam in den Besitz einer jüdischen Familie aus Heidelberg und verschwand mit ihren Besitzern Ende der 1930er-Jahre.